# August Potthast
August Franz Potthast (Höxter, 13 agosto 1824 – Leobschütz, 13 febbraio 1898) è stato uno storico, bibliotecario, medievista e diplomatista tedesco.

## Biografia
August Potthast, figlio di Christoph e di Fernandine Watermeyer, fu educato a Paderborn, Berlino e a Munster studiando teologia, filosofia, filologia e storia, terminando poi gli studi nel 1850. Il giovane Potthast si avvicinò agli studi storici e diplomatistici aiutando Georg Heinrich Pertz nella cura dei Monumenta Germaniae Historica. Dal 1874 al 1894 bibliotecario del Reichstag, Potthast fu curatore di numerose e importanti opere di carattere storico e diplomatistico quale la Bibliotheca historica Medii Aevi, uscita con la prima edizione nel 1862 e consistente nell'analisi dei documenti e delle varie fonti dell'Europa medievale. Continuò inoltre il lavoro del conterraneo e studioso Philipp Jaffé nel regesto dei documenti pontifici, curandone la cronotassi dal 1198 al 1304 sempre col titolo di Regesta Romanorum pontificum (1874-75).